# Dirphia umbrata
Dirphia umbrata är en fjärilsart som beskrevs av José Oiticica 1958. Dirphia umbrata ingår i släktet Dirphia och familjen påfågelsspinnare. Inga underarter finns listade i Catalogue of Life.